# Champsac
Champsac är en kommun i departementet Haute-Vienne i regionen Nouvelle-Aquitaine i västra Frankrike. Kommunen ligger i kantonen Oradour-sur-Vayres som tillhör arrondissementet Rochechouart. År 2022 hade Champsac 688 invånare.

## Befolkningsutveckling
Antalet invånare i kommunen Champsac
| Referens: INSEE |